# Nuoto ai Giochi della XX Olimpiade - 200 metri rana maschili
La competizione dei 200 metri rana maschili di nuoto ai Giochi della XX Olimpiade si è svolta il giorno 2 settembre 1972 alla Olympia Schwimmhalle di Monaco di Baviera.

## Programma
| Data             | Ora   | Round      | Note                           |
| ---------------- | ----- | ---------- | ------------------------------ |
| 2 settembre 1972 | 11:10 | 6 Batterie | I migliori 8 tempi alla finale |
| 2 settembre      | 18:30 | Finale     |                                |

## Risultati

### Batterie
| Pos. | Atleta              | Nazione      | Tempo   | Pos F |
| ---- | ------------------- | ------------ | ------- | ----- |
| 1    | Klaus Katzur        | Germania Est | 2'26"32 | 7 Q   |
| 2    | William Mahony      | Canada       | 2'26"71 | 9     |
| 3    | Roger-Philippe Menu | Francia      | 2'30"05 | 15    |
| 4    | Guðjón Guðmundsson  | Islanda      | 2'32"40 | 22    |
| 5    | Sokhon Yi           | Cambogia     | 2'34"77 | 31    |
| 6    | János Tóth          | Ungheria     | 2'37"40 | 36    |

| Pos. | Atleta           | Nazione     | Tempo   | Pos F |
| ---- | ---------------- | ----------- | ------- | ----- |
| 1    | Nobutaka Taguchi | Giappone    | 2'23"45 | 1 Q   |
| 2    | Felipe Muñoz     | Messico     | 2'25"99 | 5 Q   |
| 3    | Pedro Balcells   | Spagna      | 2'29"29 | 14    |
| 4    | Robert Stoddart  | Canada      | 2'30"08 | 16    |
| 5    | Cezary Śmiglak   | Polonia     | 2'34"51 | 30    |
| 6    | Morkal Faruk     | Turchia     | 2'43"69 | 38    |
| 7    | Piero Ferracuti  | El Salvador | 2'45"73 | 39    |

| Pos. | Atleta             | Nazione        | Tempo     | Pos F |
| ---- | ------------------ | -------------- | --------- | ----- |
| 1    | David Wilkie       | Gran Bretagna  | 2'24"54   | 2 Q   |
| 2    | Walter Kusch       | Germania Ovest | 2'26"43   | 8 Q   |
| 3    | Steffen Kriechbaum | Austria        | 2'30"09   | 17    |
| 4    | Malcolm O'Connell  | Gran Bretagna  | 2'31"21   | 20    |
| 5    | Jean-Pierre Dubey  | Svizzera       | 2'31"56   | 21    |
| 6    | Gustavo Salcedo    | Messico        | 2'32"81   | 25    |
| -    | Osvaldo Boretto    | Argentina      | (2'31"84) | DQ    |

| Pos. | Atleta              | Nazione          | Tempo   | Pos F |
| ---- | ------------------- | ---------------- | ------- | ----- |
| 1    | Rick Colella        | Stati Uniti      | 2'25"40 | 4 Q   |
| 2    | Vladimir Kosinskij  | Unione Sovietica | 2'28"00 | 13    |
| 3    | Angel Chakarov      | Bulgaria         | 2'30"27 | 19    |
| 4    | Andreas Hellmann    | Germania Ovest   | 2'32"60 | 24    |
| 5    | Liam Ball           | Irlanda          | 2'33"47 | 26    |
| 6    | Nigel Johnson       | Gran Bretagna    | 2'34"37 | 29    |
| 7    | Karl Christian Koch | Danimarca        | 2'38"47 | 37    |

| Pos. | Atleta            | Nazione          | Tempo   | Pos F |
| ---- | ----------------- | ---------------- | ------- | ----- |
| 1    | Igor Cherdakov    | Unione Sovietica | 2'26"21 | 6 Q   |
| 2    | Brian Job         | Stati Uniti      | 2'26"91 | 11    |
| 3    | José Sylvio Fiolo | Brasile          | 2'30"21 | 18    |
| 4    | Rainer Hradetzky  | Germania Est     | 2'32"48 | 23    |
| 5    | Amman Jalmaani    | Filippine        | 2'33"54 | 28    |
| 6    | Michele Di Pietro | Italia           | 2'36"49 | 32    |

| Pos. | Atleta            | Nazione          | Tempo   | Pos F |
| ---- | ----------------- | ---------------- | ------- | ----- |
| 1    | John Hencken      | Stati Uniti      | 2'24"88 | 3 Q   |
| 2    | Nikolaj Pankin    | Unione Sovietica | 2'26"71 | 10    |
| 3    | Paul Jarvie       | Australia        | 2'27"83 | 12    |
| 4    | Mike Whitaker     | Canada           | 2'33"47 | 27    |
| 5    | Rudi Vingerhoets  | Belgio           | 2'36"89 | 33    |
| 6    | Gregor Betz       | Germania Ovest   | 2'36"96 | 34    |
| 7    | Alfredo Hunger    | Perù             | 2'37"20 | 35    |
| 8    | Alejandro Cabrera | El Salvador      | 2'56"60 | 40    |

### Finale
| Pos.    | Atleta           | Nazione          | Tempo   | Nota            |
| ------- | ---------------- | ---------------- | ------- | --------------- |
| Oro     | John Hencken     | Stati Uniti      | 2'21"55 | Record mondiale |
| Argento | David Wilkie     | Gran Bretagna    | 2'23"67 |                 |
| Bronzo  | Nobutaka Taguchi | Giappone         | 2'23"88 |                 |
| 4       | Rick Colella     | Stati Uniti      | 2'24"28 |                 |
| 5       | Felipe Muñoz     | Messico          | 2'26"44 |                 |
| 6       | Walter Kusch     | Germania Ovest   | 2'26"55 |                 |
| 7       | Igor Cherdakov   | Unione Sovietica | 2'27"15 |                 |
| 8       | Klaus Katzur     | Germania Est     | 2'27"44 |                 |